# Spektráltétel
Spektráltétel alatt a lineáris algebrában és a funkcionálanalízisben több, egymással rokon állítást értenek. A legegyszerűbb változat mátrixok egy osztályának diagonalizálásáról szól. A későbbiekben tekintett tételek ezt általánosítják végtelen dimenziós vektorterekre. A spektrál név a spektrumra, mint a sajátértékek halmazára utal. 

## Véges dimenziós vektorterek
Legyen {\displaystyle V} véges dimenziós, unitér vektortér {\displaystyle \mathbb {K} } fölött (például {\displaystyle \mathbb {K} =\mathbb {R} } vagy {\displaystyle \mathbb {K} =\mathbb {C} }). Csak akkor létezik {\displaystyle V} egy endomorfizmusának sajátvektoraiból álló ortonormált bázis, ha ez normális, és a sajátértékek mind {\displaystyle \mathbb {K} }-beliek.
A mátrixokra nézve ez azt jelenti, hogy egy mátrix pontosan akkor unitér diagonalizálható, ha normális, és az összes sajátértéke {\displaystyle \mathbb {K} }-beli. Egy másik gyakori megfogalmazás, hogy egy {\displaystyle A} mátrix pontosan akkor normális, ha unitér diagonalizálható, ha létezik egy ugyanolyan dimenziós {\displaystyle U} unitér mátrix, hogy
{\displaystyle U^{*}AU=D},
ahol {\displaystyle D:={\text{diag}}(\lambda _{1},\ldots ,\lambda _{n})} diagonális mátrix, az {\displaystyle A} mátrix sajátértékeivel az átlóján.
Amennyiben {\displaystyle \mathbb {K} } algebrailag zárt, például {\displaystyle \mathbb {K} =\mathbb {C} } (az algebra alaptétele szerint), a sajátértékek mind {\displaystyle \mathbb {K} }-beliek, és minden normális mátrix unitér diagonalizálható. Hogyha {\displaystyle \mathbb {K} } nem algebrailag zárt, akkor ez nem feltétlenül teljesül, és ellenőrizni kell az összes sajátértéket.
Az önadjungált endomorfizmusok, illetve hermitikus mátrixok összes sajátértéke valós. A spektráltétel szerint a hermitikus mátrixok diagonalizálhatók, és egy endomorfizmus pontosan akkor önadjungált, ha sajátvektoraiból ortonormált bázis alkotható és összes sajátértéke valós. Például a valós szimmetrikus mátrixok diagonalizálhatók.
A spektrálfelbontás a spektráltételen alapul.

## Kompakt operátorok
Legyen {\displaystyle H} Hilbert-tér {\displaystyle \mathbb {K} } fölött, és legyen {\displaystyle T\colon H\to H} kompakt lineáris operátor. A {\displaystyle \mathbb {K} =\mathbb {C} } esetben legyen normális, {\displaystyle \mathbb {K} =\mathbb {R} } esetén önadjungált. Ekkor létezik egy {\displaystyle e_{1},e_{2},\ldots } ortonormált rendszer, illetve egy {\displaystyle (\lambda _{k})_{k\in \mathbb {N} }} nullsorozat a {\displaystyle \mathbb {K} \backslash \{0\}} halmazban úgy, hogy
{\displaystyle H=\ker(T)\oplus {\overline {\operatorname {span} (\{e_{1},e_{2},\ldots \})}}}
illetve
{\displaystyle Tx=\sum _{k=1}^{\infty }\lambda _{k}\langle e_{k},x\rangle e_{k}}
minden {\displaystyle x\in H} esetén. Az {\displaystyle \lambda _{k}} elemek minden {\displaystyle k\in \mathbb {N} } esetén sajátértékei {\displaystyle T}-nek és {\displaystyle e_{k}} a {\displaystyle \lambda _{k}}-hoz tartozó sajátvektor. Továbbá {\displaystyle \textstyle \|T\|=\sup _{k\in \mathbb {N} }|\lambda _{k}|}, ahol {\displaystyle \|\cdot \|} operátornorma.
A kompakt operátorokra szóló spektráltétel ortogonális projekciókkal átfogalmazható. Legyen {\displaystyle H} Hilbert-tér {\displaystyle \mathbb {K} } fölött, és {\displaystyle T\colon H\to H} kompakt lineáris operátor, ami {\displaystyle \mathbb {K} =\mathbb {C} } esetén normális, {\displaystyle \mathbb {K} =\mathbb {R} } esetén önadjungált. {\displaystyle E_{k}}-val jelöljük az ortogonális projekciót a {\displaystyle \lambda _{k}}-hoz tartozó {\displaystyle \operatorname {ker} (\lambda _{k}\mathrm {id} _{H}-T)} sajáttérre. Az {\displaystyle E_{k}} operátor ábrázolható úgy is, mint {\displaystyle \textstyle E_{k}x=\sum \limits _{i=1}^{d_{k}}\langle e_{i}^{k},x\rangle e_{i}^{k}}, ahol {\displaystyle d_{k}} a {\displaystyle \operatorname {ker} (\lambda _{k}\mathrm {id} _{H}-T)} sajáttér dimenziója és {\displaystyle \{e_{1}^{k},\ldots ,e_{d_{k}}^{k}\}} a sajáttér ortonormált bázisa. Ekkor a spektráltétel megfogalmazható a következőképpen: létezik a {\displaystyle (\lambda _{k})_{k\in \mathbb {N} }} sajátértékek nullsorozata {\displaystyle \mathbb {K} \backslash \{0\}}-ban úgy, hogy
{\displaystyle Tx=\sum \limits _{k=1}^{\infty }\lambda _{k}E_{k}x}
minden {\displaystyle x\in H}-ra. Ez a sorozat nemcsak pontonként, hanem operátornormában is konvergál.

## Korlátos operátorok
Legyen {\displaystyle H} Hilbert-tér, {\displaystyle T\colon H\to H} önadjungált folytonos operátor. Ekkor egyértelműen létezik egy {\displaystyle \mathbb {R} }-ben korlátos tartójú {\displaystyle E\colon \Sigma \to L(H,H)} spektrálmérték úgy, hogy
{\displaystyle T=\int \limits _{\sigma (T)}\lambda \,\mathrm {d} E_{\lambda }.}
Itt {\displaystyle \Sigma } {\displaystyle \mathbb {R} } Borel-algebrája, {\displaystyle L(H,H)} a {\displaystyle H}-n értelmezett korlátos operátorok halmaza, és {\displaystyle \sigma (T)} a {\displaystyle T} spektruma.
Ha {\displaystyle H} véges dimenziós, akkor teljesül, hogy {\displaystyle H\cong \mathbb {C} ^{n}}; továbbá a {\displaystyle T} önadjungált operátor {\displaystyle \mu _{1},\ldots ,\mu _{m}} sajátértékei mind különbözőek, és ahogy azt korábban megállapítottuk, 
{\displaystyle T=\sum _{i=1}^{m}\mu _{i}E_{\{\mu _{i}\}},}
ahol {\displaystyle E_{\{\mu _{i}\}}} ortogonális projekció {\displaystyle \mu _{i}} {\displaystyle \operatorname {ker} (\mu _{i}-T)} sajátterére. {\displaystyle T} spektrálmértéke minden {\displaystyle A\in \Sigma }-ra
{\displaystyle E_{A}=\sum _{\{i:\mu _{i}\in A\}}E_{\{\mu _{i}\}}}
Így a korlátos operátorokra szóló spektráltétel visszavezethető a lineáris algebrai spektráltételre:
{\displaystyle \textstyle T=\sum \limits _{i=1}^{m}\mu _{i}E_{\{\mu _{i}\}}}
Legyen {\displaystyle T\colon H\to H} kompakt lineáris operátor, ekkor teljesül rá a spektráltétel. Legyen {\displaystyle (\mu _{i})_{i\in \mathbb {N} }} {\displaystyle T} sajátértékeinek sorozata, és legyen  {\displaystyle \textstyle E_{A}=\sum \limits _{\{i:\mu _{i}\in A\}}E_{\{\mu _{i}\}}} spektrálmérték, ahol az összegnek megszámlálható sok tagja van, és pontonként konvergál, akkor a spektráltétel a következőre egyszerűsíthető:
{\displaystyle T=\sum \limits _{i=1}^{\infty }\mu _{i}E_{\{\mu _{i}\}}.}
Így a korlátos operátorokról szóló spektráltétel a kompakt operátortokról szólót is magában foglalja.
Például a {\displaystyle T\colon L^{2}([0,1])\to L^{2}([0,1])} operátor, ahol {\displaystyle T(x)(t)=t\cdot x(t)} önadjungált {\displaystyle \sigma (T)\subset [0,1]}-n, és nincsenek sajátértékei. Has {\displaystyle A\in \Sigma }, akkor {\displaystyle E_{A}x=\chi _{A\cap [0,1]}x} kompakt tartójú spektrálmérték. Ábrázolja {\displaystyle T}-t, mivel
{\displaystyle \int \lambda \,\mathrm {d} \langle E_{\lambda }x,y\rangle =\int \limits _{[0,1]}\lambda x(\lambda ){\overline {y(\lambda )}}\,\mathrm {d} \lambda =\langle Tx,y\rangle _{L^{2}([0,1])}.}
Legyen {\displaystyle T\in L(H,H)} önadjungált opretáror. Ekkor a {\displaystyle {\hat {\Phi }}\colon {\mathcal {B}}(\sigma (T))\to L(H,H)} mérhető funkcionálkalkulus egy egyértelműen meghatározott, folytonos, involutorikus algebrai homomorfizmus. A spektrálfelbontás segítségével a leképezés egyszerű ábrázolását kapjuk, ugyanis
{\displaystyle {\hat {\Phi }}(f)=f(T)=\int \limits _{\sigma (T)}f(\lambda )\mathrm {d} E_{\lambda }.}

## Nem korlátos operátorok
Ha {\displaystyle A} sűrűn definiált normális operátor egy {\displaystyle H} komplex Hilbert-téren, akkor van egy egyértelmű {\displaystyle E} spektrálmérték {\displaystyle \mathbb {C} } Borel-halmazain, akkor teljesülnek a következők ({\displaystyle \sigma (A)} az {\displaystyle A} spektruma):
- {\displaystyle A=\int \limits _{\sigma (A)}z\,\mathrm {d} E(z)}
- Egy {\displaystyle M\subseteq \mathbb {C} } halmaz esetén, ahol {\displaystyle M\cap \sigma (A)=\emptyset }, teljesül, hogy {\displaystyle E(M)=0}.
- Egy {\displaystyle M\subseteq \mathbb {C} } nyílt halmazra, ahol {\displaystyle M\cap \sigma (A)\neq \emptyset }, teljesül, hogy {\displaystyle E(M)\neq 0}.

Egy önadjungált operátor normális, valós spektrummal. A fenti integrál korlátozható a valós számokra.
Ekkor az értelmezési tartomány
{\displaystyle D(A)=\left\{x\in H\left|\;\int \limits _{\sigma (A)}|\lambda |^{2}\mathrm {d} \langle E_{\lambda }x,x\rangle <\infty \right.\right\}}
és a kvadratikus forma értelmezési tartománya
{\displaystyle Q(A)=\left\{x\in H\left|\;\int \limits _{\sigma (A)}|\lambda |\mathrm {d} \langle E_{\lambda }x,x\rangle <\infty \right.\right\}}.
ami nyilván az {\displaystyle \langle Ax,x\rangle } kvadratikus forma maximális értelmezési tartománya, aminek különösen fontos jelentősége van a kvantummechanikában.
A spektráltétel egy alternatív megfogalmazása, hogy ha az {\displaystyle A} unitér operátor ekvivalens egy multiplikációs operátorral {\displaystyle L_{2}(\Omega )} fölött egy mérhető {\displaystyle f\colon \Omega \to \mathbb {C} } függvénnyel, akkor {\displaystyle A} önadjungált, tehát {\displaystyle f} valós értékű.
Egy komplex normális operátor leírható, mint két, egyszer a valós, másszor az imaginárius egységgel megszorzott, egymással felcserélhető, önadjungált operátor összege: mint valós rész + {\displaystyle i\,}-szer képzetes rész, {\displaystyle A={\hat {W}}_{1}+i{\hat {W}}_{2}\,,{\hat {W}}_{i}\equiv {\hat {W}}_{i}^{\dagger }\,,\,{\hat {W}}_{1}{\hat {W}}_{2}={\hat {W}}_{2}{\hat {W}}_{1}\,.} Továbbá a felcserélhetőség miatt a {\displaystyle {\hat {W}}_{2}\,} és a {\displaystyle {\hat {W}}_{1}} operátorok sajátvektorai megegyeznek, habár a sajátértékeik különbözhetnek. Így lehet {\displaystyle W_{2}} az önadjungált {\displaystyle {\hat {W}}_{1}} operátor függvénye, {\displaystyle {\hat {W}}_{2}\equiv f_{2}({\hat {W}}_{1})\,,} egy alkalmas {\displaystyle f_{2}} függvénnyel. Ekkor csak egyetlen valós spektrálábrázolás jöhet számításba, {\displaystyle {\hat {W}}_{1}\,\,(={\frac {A+A^{\dagger }}{2}})}, és például
{\displaystyle \textstyle {\hat {W}}_{1}=\int \limits _{x\in \sigma ({\hat {W}}_{1})}\,x\,\mathrm {d} E(x)}   és   {\displaystyle \textstyle {\hat {W}}_{2}\,\,(={\frac {A-A^{\dagger }}{2i}})=\int \limits _{x\in \sigma ({\hat {W}}_{1})}\,f_{2}(x)\,\mathrm {d} E(x)}

## Története
A kompakt önadjungált operátorok spektráltételét és a korlátos önadjungált operátorok leginkább David Hilbert munkásságára vezethetők vissza, aki 1906-ban közölt bizonyításokat ezekre az esetekre. Hilbert a maitól különböző módon írta le a tételeket: a spektrálmérték helyett Stieltjes-integrált használt, melyet  Thomas Jean Stieltjes vezetett be 1894-ben a lánctörtek vizsgálatára. A korlátos és a nem korlátos operátorokra többek között  Riesz (1930–1932), valamint Lengyel és Stone (1936), a nem korlátos esetekre Leinfelder (1979) talált bizonyításokat.

## Jegyzet
1. ↑  Dirk Werner: Funktionalanalysis, Springer-Verlag, Berlin, 2007, ISBN 978-3-540-72533-6, Kapitel VII.6

## Fordítás
Ez a szócikk részben vagy egészben  a   Spektralsatz című német Wikipédia-szócikk fordításán alapul.  Az eredeti cikk szerkesztőit annak laptörténete sorolja fel. Ez a jelzés csupán a megfogalmazás eredetét és a szerzői jogokat jelzi, nem szolgál a cikkben szereplő információk forrásmegjelöléseként.